# Der Regenmacher (1997)
Der Regenmacher (Originaltitel: The Rainmaker) ist ein Gerichtsfilm von Francis Ford Coppola aus dem Jahr 1997 nach dem gleichnamigen Roman von John Grisham. Der Film ist Matt Damons erste Hauptrolle.

## Handlung
In einem Rechtsseminar während seines letzten Semesters an der Memphis State University wird der angehende Anwalt Rudy Baylor, der kurz zuvor in der Kanzlei des zwielichtigen Bruiser Stone eingestellt wurde, mit einem Fall von bösartiger Leistungsverweigerung durch eine Versicherungsgesellschaft betraut. Seine Mandantin Dot Black hatte für ihren Sohn Donny Ray eine Krankenversicherung bei der Great Benefit Life Insurance abgeschlossen. Als Donny Ray an Leukämie erkrankt, verweigert die Versicherung jedoch die Zahlung der Behandlungskosten für eine Knochenmarkstransplantation.
Rudy Baylor reicht schließlich eine Klage über 10 Millionen US-Dollar gegen das Versicherungsunternehmen ein, nur um sich bei Prozessbeginn als blutiger Anfänger einer Übermacht von erfahrenen Anwälten, allen voran Staranwalt Leo F. Drummond, gegenüberzusehen.
Über Umwege gelingt es Rudy mit seinem Kollegen Deck Shifflet, mit dem er sich von Bruiser Stone unabhängig macht und der ihm mit seiner Erfahrung behilflich ist, an belastendes Beweismaterial zu gelangen, und er kann die Jury vom rechtmäßigen Anspruch der Blacks sowie einer systematischen böswilligen Leistungsverweigerung durch Great Benefit überzeugen: Nur etwa 12 % der Ansprüche wurden im Vorjahr ausgezahlt. Die Jury verhängt eine Strafzahlung von 50 Millionen Dollar über die Versicherungsgesellschaft, das höchste derartige Urteil in Memphis, weshalb Rudy Baylor als Regenmacher bezeichnet wird.
Die Versicherungsgesellschaft jedoch meldet kurze Zeit später Insolvenz an, auch weil Geld von der Firmenspitze unterschlagen wurde, um sich der Zahlung der 50 Millionen Dollar zu entziehen. So gehen sowohl die Blacks, die das Geld an einen gemeinnützigen Verein für Leukämiekranke spenden wollten, Baylor und sein Partner, denen ein Drittel des Geldes zugestanden hätte, als auch die Anwälte der Versicherungsgesellschaft leer aus. Dot Black ist trotzdem zufrieden, weil der betrügerischen Versicherung das Handwerk gelegt wurde.
Baylor entscheidet sich aus persönlichen Gründen, momentan nicht weiter als Anwalt tätig zu sein, und erwägt stattdessen, Rechtswissenschaften zu unterrichten.

## Hintergrund
Mit dem Begriff Rainmaker werden in den USA Anwälte, Geschäftsleute und Politiker betitelt, die viel Geld einbringen; so wurde z. B. Barack Obama als Rainmaker für die Demokratische Partei bezeichnet. Der Begriff beruht auf dem sommerlichen Regentanz der indigenen Völker Nordamerikas, bei dem der Haupttänzer der Rainmaker ist. John Grisham beschreibt hier recht genau das Geschäftsmodell bestimmter Krankenversicherungsgesellschaften in den USA, die für relativ geringe Beiträge viel versprechen, aber wenn jemand krank wird, nichts oder nur sehr wenig leisten.
Vor den eigentlichen Dreharbeiten inszenierte Francis Ford Coppola einen zwei Tage andauernden Scheinprozess, um die Schauspieler – allen voran Matt Damon und Jon Voight – mit den Gepflogenheiten vor Gericht vertraut zu machen. Unter fachlicher Aufsicht wurde den Darstellern die Vorgehensweise eines Anwalts beigebracht. Um möglichst viel Authentizität zu erzeugen, wurden alle juristischen Unterlagen möglichst originalgetreu imitiert, teilweise sogar von einer eigens dafür engagierten Kanzlei.

## Synchronisation
Die deutsche Synchronbearbeitung entstand 1998 bei der Berliner Deutsche Synchron Filmgesellschaft mbH & Co. Karlheinz Brunnemann Produktions KG. Mathias Müntefering war für das Dialogbuch und Frank Schaff für die Dialogregie verantwortlich.
| Figur                     | Darsteller       | Deutscher Sprecher       |
| ------------------------- | ---------------- | ------------------------ |
| Rudy Baylor               | Matt Damon       | Simon Jäger              |
| Deck Shifflet             | Danny DeVito     | Klaus Sonnenschein       |
| Richter Tyrone Kipler     | Danny Glover     | Jürgen Kluckert          |
| Kelly Riker               | Claire Danes     | Judith Brandt            |
| Leo F. Drummond           | Jon Voight       | Engelbert von Nordhausen |
| Dot Black                 | Mary Kay Place   | Marianne Lutz            |
| Donny Ray                 | Johnny Whitworth | Frank Schaff             |
| Richter Harvey Hale       | Dean Stockwell   | Helmut Krauss            |
| Wilfred Keeley            | Roy Scheider     | Lothar Blumhagen         |
| Lyman „Bruiser“ Stone     | Mickey Rourke    | Christian Brückner       |
| Jackie Lemancyzk          | Virginia Madsen  | Daniela Strietzel        |
| Delbert Birdsong          | Sonny Shroyer    | Frank-Otto Schenk        |
| Krankenhaus-Empfangsdame  | Deborah Frazier  | Eva-Maria Werth          |
| Miss Birdie               | Teresa Wright    | Renate Danz              |
| Buddy Black               | Red West         | Jürgen Wolters           |
| Cliff Riker               | Andrew Shue      | Johannes Berenz          |
| Everett Lufkin            | Michael Girardin | Roland Hemmo             |
| Geschworener Billy Porter | Randy Travis     | Gerald Paradies          |

## Rezeption
Die Deutsche Film- und Medienbewertung FBW in Wiesbaden verlieh dem Film das Prädikat wertvoll.

„Ein Thriller, der weitgehend dem Muster vorangegangener Verfilmungen von John-Grisham-Stoffen folgt, wobei sein Einfallsreichtum nicht über eine handwerklich saubere Inszenierung hinausgeht. Bis in die Nebenrollen zwar hervorragend besetzt, läßt der Film keine tieferen Einblicke in das verworrene und verzerrte Rechtssystem der USA zu.“

„John-Grisham-Verfilmungen sind eine ganz besondere Sorte von Gerichtsfilmen. Ganz besonders deswegen, weil die Storys des Südstaaten-Autors zwar von Klischees nur so überquellen, aber dabei doch ein scheinbar recht unidealisiertes Bild der Justiz entwerfen. (…) Coppola erzählt hochgradig genau, mit viel Liebe zum Detail, und gerade diese Geduld ist es, die aus dem Grisham-Stoff mehr macht, als man zu hoffen gewagt hatte. Drei verschiedene Fälle vermischen sich, und dies gibt viel Gelegenheit, das Leben eines Provinzanwalts von seiner alltäglichen Seite zu schildern. Hier ist der Film intelligent und subtil, smart und voll sehenswerter Einzelheiten. Man merkt dem Regisseur den Spaß daran an, mit Grishams Schwarzweiß-Malerei zu spielen.“

„Empfehlenswert […] Klares Urteil: engagiert & stark gespielt“

### Auszeichnungen
Golden Globe Award 1998
- Nominierung in der Kategorie Bester Nebendarsteller für Jon Voight

Blockbuster Entertainment Award 1998
- Nominierung in der Kategorie Bester Darsteller für Matt Damon
- Nominierung in der Kategorie Bester Nebendarsteller für Danny DeVito
- Nominierung in der Kategorie Beste Nebendarstellerin für Claire Danes

Las Vegas Film Critics Society Award 1998
- Sierra Award in der Kategorie Meistversprechender Schauspieler an Matt Damon aufgrund seiner Leistungen in Der Regenmacher und Good Will Hunting

London Critics Circle Film Award 1999
- Nominierung für einen ALFS Award in der Kategorie Schauspieler des Jahres für Matt Damon aufgrund seiner Leistungen in Der Regenmacher, Good Will Hunting und Der Soldat James Ryan

Satellite Awards 1998
- Nominierung für einen Golden Satellite Award in der Kategorie Bester Nebendarsteller in einem Filmdrama für Danny DeVito